# أنارستان (جم)
أنارستان هي مدينة في مقاطعة جم، إيران. عدد سكان هذه المدينة هو 3,400 في سنة 2016.